# 周古廉
周古廉（1944年2月—2014年2月10日），江苏射阳人，中华人民共和国政治人物。
早年担任滁州市政府筹备组副组长，滁州市委副书记，后升任安徽省体制改革办公室主任，1995年，负责对安徽省六安市叶集镇进行基层大部门制改革。后升任安徽省政府副秘书长，安徽省财政经济委员会副主任，2009年3月退休。2014年去世。